# Загайтанське укріплене поселення
Загайтанське укріплене поселення — поселення розташоване на Загайтанській скелі (Ак-Керман). Пам'ятка культури національного значення (270014-Н). Розкопки проводились Л. М. Соловйовим (1924—1925), С. Ф. Стржелецьким (1949), О. Я. Савелею (1989). Матеріал розповсюджується на відстань 400 м під урвищем Загайтанської скелі на високій терасі правого берега р. Чорної. Це переважно кераміка — ліпні посудини з лискуванням, пізньоантичний і ранньосередньовічний посуд, фрагмент червонофігурної посудини і ручка чорнолакового килика.